# Giovanni Bolzoni (compositor)
Giovanni Bolzoni   (Parma, 15 de maig de 1841 - Torí, 21 de febrer de 1919) va ser un compositor italià.

## Biografia
El pare de Bolzoni va morir durant la seva infantesa; la seva família era molt pobra en aquells anys, però va rebre classes gratuïtes de teoria musical d'un membre de la coral del "Teatro Regio". Va estudiar violí, cant, piano, harmonia i composició durant set anys al Conservatori de la seva ciutat natal. Després de graduar-se el 1859 va començar les seves activitats el 1864 com a primer violí al "Teatro Comunale" de Reggio de l'Emilia; després al teatre de Cremona i el 1867 a Savona. Posteriorment també va emprendre una carrera com a director d'orquestra.
Va ensenyar violí, després va dirigir diverses temporades d'òpera als grans teatres italians. El 1874 va guanyar un concurs i va ser nomenat director musical de l'Institut F. Morlacchi de Perusa, on va romandre fins al 1876. El 1884 va rebre l'encàrrec de dirigir el "Teatro Regio" de Torí i cinc anys més tard va esdevenir director del Conservatori de Música de la mateixa ciutat, càrrec que va ocupar durant vint-i-nou anys.
La direcció de Bolzoni al Conservatori es va caracteritzar per importants disposicions sobre l'escola de teoria i solfeig, l'escola de violí i viola, exercicis de quartet, el curs de cultura general, literària i científica, les càtedres d'orgue, arpa i piano.
Paral·lelament va continuar la seva activitat concertística i compositiva, tractant-se d'òperes, obertures, música orquestral i de cambra: simfonies, suites, fantasies, minuets. L'any 1870 es va estrenar al Teatro Regio de Parma Un matrimonio civile, un idil·li musical en un acte de la seva composició amb llibret de Giacomo Schianelli, dirigit per Giulio Ferrarini amb Giuseppina Pasqua.
Va tenir entre els seus alumnes el compositor Leone Sinigaglia (1868-1944) que li va dedicar el seu Zwei Charakterstucke per a orquestra de corda, op.35, publicat el 1910, així com Carlo Adolfo Cantù, Giuseppe Blanc, Edgard Varèse.
Un dels seus minuets, original per a piano sol, s'interpretava amb freqüència en la versió per a orquestra de corda, en particular per Arturo Toscanini.

## Discografia
- AA. VV. : "Obra per a oboè i piano entre els segles XIX i XX", Tactus, 2016 Luciano Franca, oboè, Filippo Pantieri, piano històric (contenia la Cançó Bohèmia per a oboè i piano, la Fantasia per a oboè i piano, el Minuetto per a piano sol)